# Hyphilaria
Genre
Hyphilaria est un genre d'insectes lépidoptères de la famille des Riodinidae.

## Dénomination
Le nom Hyphilaria leur a été donné par Jacob Hübner en 1819.

## Liste des espèces
- Hyphilaria anophthalma (C. & R. Felder, 1865); présent en Colombie et en  Équateur
- Hyphilaria anthias (Hewitson, 1874); présent en Guyane, en Guyana, en Colombie, au Venezuela, en Bolivie et au Pérou.
- Hyphilaria nicia Hübner, [1819]; présent en Guyane, en Guyana et en Bolivie.
- Hyphilaria parthenis (Westwood, 1851); présent en Guyane, en Guyana, au Surinam,  en Colombie et en Bolivie.

### Source
- Hyphilaria sur funet